# Красний Яр (Алейський район)
Кра́сний Яр (рос. Красный Яр) — село у складі Алейського району Алтайського краю, Росія. Адміністративний центр та єдиний населений пункт Чапаєвської сільської ради.

## Населення
Населення — 573 особи (2010; 684 у 2002).
Національний склад (станом на 2002 рік):
- росіяни — 95 %